# Chandika
Chandika (en népalais : चण्डिका), également connu sous le nom de Bayalpata (en népalais : बयलपात) est un comité de développement villageois du Népal situé dans le district d'Achham. Au recensement de 2011, il comptait 2 111 habitants.